# グランドミレーニア
グランドミレーニア（英語: THE GRAND MILLENNIA）は、東京都豊島区に所在する超高層マンション。

## 概要
2008年6月、新日本建物が明治通りから入った戸建て住宅などが密集していた南池袋一丁目に15階建て、高さ78mにおよぶオフィスビルの建設計画「南池袋プロジェクト」を明らかにするが、9月のリーマンショックの影響からプロジェクトは頓挫した。
計画地はしばらく駐車場として利用されていたが、2012年7月、住友不動産がセコムホームライフとNTT都市開発から土地を買収。タワーマンションが建設されることとなり、2013年5月に「南池袋一丁目計画」として着工し、2015年3月に竣工した。竣工時には名称を「グランドミレーニア タワー&スイート」としていた。
地上31階、地下1階の建物は、幹線道路に正対せず、おおよそ45度振った形で立地し、賑やかな池袋側と閑静な目白側の二つのアプローチをそれぞれに設定。池袋寄りのメインアプローチとエントランスホールについては、黒をベースに差し色をワインレッドのアクセントウォールでデザインし、目白寄りのサブアプローチについては、交通量の多い明治通りをゲートにより分断しつつ、敷地内はアール壁による滑らかで落ち着きのある動線とそれを迎える大庇によって構成した。外観は、ブルーグレーのアウトフレームと四隅をコーナーサッシュとしたガラス面により構成した。
池袋の繁華街にほど近い利便性の高い地域に立地することから、ゲストルームや集会室は設けず、住戸のみとし、住戸プランは、基本となる19タイプに加え、間取りを細かく変更したカスタムオーダープランを多数設定した。災害対策としてタワー型の中間免震構造を採用、防犯対策では各階にセキュリテイを設定し、鍵を取り出す手間のないハンズフリーシステムを採用した。
販売価格は、6000万円台前半から9000万円台後半だった。

## 沿革
- 2012年（平成24年）7月 - 住友不動産が土地を取得。
- 2013年（平成25年）5月 - 着工。
- 2015年（平成27年）3月 - 竣工。

## 近隣施設
- 池袋年金事務所
- 西武池袋本店
- ジュンク堂書店池袋本店